# Lex Barker
Lex Barker (Rye, 8 mei 1919 – New York, 11 mei 1973) was een Amerikaans acteur.
Lex Barker werd geboren als Alexander Crichlow Barker jr. Hij was lid van een belangrijke Amerikaanse patriciërsfamilie. Een van zijn voorvaderen had de staat Rhode Island gesticht. Barker studeerde aan de universiteit van Princeton, maar hij brak zijn studies af en sloot zich aan bij een toneelgezelschap. In 1945 debuteerde hij in een bijrol in de film Doll Face. Barker was atletisch gebouwd en speelde de rol van Tarzan in vijf films tussen 1949 en 1953. Hij speelde ook mee in verschillende westerns, voordat hij naar Europa verhuisde. Daar werd hij vooral populair in Duitsland, mede dankzij zijn rol als Old Shatterhand in de Winnetou films. Een van zijn grootste Europese acteerprestaties was de rol van Robert in de film La dolce vita (1960) van Fellini.
Lex Barker was 5 keer getrouwd. Onder andere met de actrices Arlene Dahl, Irene Labhardt en Lana Turner. Hij stierf 3 dagen na zijn 54e verjaardag op straat in New York, op weg naar zijn verloofde Karen Kondazian, aan een hartaanval. Hij werd gecremeerd en zijn as werd meegenomen naar Spanje door zijn laatste echtgenote Carmen Cervera.

## Filmografie (selectie)
- 1945: Doll Face
- 1947: The Farmer's Daughter
- 1947: Crossfire
- 1947: Dick Tracy Meets Gruesome
- 1947: Unconquered
- 1948: Berlin Express
- 1948: Mr. Blandings Builds His Dream House
- 1948: The Velvet Touch
- 1949: Tarzan's Magic Fountain
- 1950: Tarzan and the Slave Girl
- 1951: Tarzan's Peril
- 1952: Tarzan's Savage Fury
- 1952: Thunder Over the Plains
- 1952: Battles of Chief Pontiac
- 1953: Tarzan and the She-Devil
- 1955: The Man from Bitter Ridge
- 1956: Away All Boats
- 1957: The Girl in Black Stockings
- 1959: Il figlio del corsaro rosso
- 1960: La dolce vita
- 1963: Frühstück im Doppelbett
- 1963: Kali Yug, la dea della vendetta
- 1963: Winnetou 1. Teil
- 1964: Old Shatterhand
- 1964: Victim Five
- 1964: Der Schut
- 1964: Winnetou 2. Teil
- 1965: Der Schatz der Azteken
- 1965: Die Pyramide des Sonnengottes
- 1965: Winnetou 3. Teil
- 1966: Le Carnaval des barbouzes
- 1967: Sette volte donna